# K-9 Mail
K-9 Mail es un cliente de correo electrónico libre y de código abierto independiente para Android. Está licenciado bajo la licencia Apache 2.0. El programa está promocionado como un reemplazo más funcional para las aplicaciones incluidas en la mayoría de los terminales. Soporta tanto bandejas POP3 como IMAP y soporta IMAP IDLE para notificaciones en tiempo real.
El nombre y el logo fueron tomados de perro robot que aparece en la serie de TV británica Doctor Who.
El código fuente fue publicado primeramente en su repositorio git el 27 de octubre de 2008 por Jesse Vincent y los primeros binarios fuero liberados al público en Google Code el mismo mes.

## Características
- Puede trabajar con cuentas IMAP, POP3 y Exchange 2003/2007 (con WebDAV)
- Sincronización de carpetas
- Cifrado bajo el soporte de OpenKeychain
- Firmas digitales
- Guardado en la tarjeta SD

## Recepción
La aplicación ha sido descargada en Google Play Store entre 5 y 10 millones de veces desde su lanzamiento y ha sido puntuado por más de 40,000 personas. Ha sido revisada y comentada en los medios como un reemplazo para el cliente de correo nativo.